# كورين هال
كورين هال (12 أكتوبر 1987 - ) (بالإنجليزية: Corinne Hall)‏ هي لاعبة كريكت نيوزلندية وأسترالية. لعبت مع Tasmanian Tigers (women's cricket) ‏.

## وصلات خارجية
- كورين هال على موقع إي آس بي آن كريك إنفو (الإنجليزية)